# Fernando Vega (Fußballspieler)
Fernando Vega Torres (* 3. Juli 1984 in Arahal) ist ein spanischer Fußballspieler.

## Karriere

### Vereinskarriere
Vega stammt aus der erfolgreichen Jugendarbeit des FC Sevilla. Dort spielte er u. a. von 2002 bis 2005 für drei Jahre in der zweiten Mannschaft. Nach einem einjährigen Gastspiel bei Lorca Deportiva, kam er schließlich 2006 zu Sevillas Erzrivalen Betis Sevilla, wo er regelmäßig zum Einsatz kam. Von 2006 bis 2011 absolvierte er insgesamt 115 Spiele für den Verein und schoss auch zwei Tore.
2012 wechselte er zu Recreativo Huelva in die zweite spanische Liga. Seinen Vertrag verlängerte er im Sommer 2014 um ein Jahr. Insgesamt bestritt er für Recreativo 77 Pflichtspiele und erzielte dabei vier Tore. Im Sommer 2015 wechselte er für ein Jahr zum CD Lugo. Seit Juli 2016 ist Vega derzeit vereinslos.

### Nationalmannschaft
Vega bestritt im Jahr 2002 drei Spiele für die spanische U-20-Nationalmannschaft sowie 2004 ein Spiel für die U-21-Nationalmannschaft.